# Oscillatoriales
Drgalnicowce (Oscillatoriales) – rząd sinic. Komórki bakterii zebrane w nierozgałęzione trychomy zwykle nieokryte pochwą lub okryte pochwą nietrwałą.
Rozmnażają się przez podział. Nie wytwarzają heterocyst ani akinet.
Badania molekularne wykazują, że zarówno Oscillatoriales, jak i większość zaliczanych dotychczas do nich rodzajów nie są taksonami monofiletycznymi. Jedynie rodzaj Trichodesmium wydaje się nie wymagać reorganizacji, w przeciwieństwie do rodzaju drgalnica, której przedstawiciele należą do różnych kladów.
Wiele (zwłaszcza z rodzajów Oscillatoria, Lyngbya, Pseudanabaena) żyje w planktonie i bentosie, jako glony nitkowate, nierzadko osiągając dominującą pozycję i doprowadzając do zakwitów. Mogą wytwarzać toksyny sinicowe, zwłaszcza drażniące skórę.
Niektóre gatunki (np. Arthrospira platensis), znane jako spirulina, są wykorzystywane w przemyśle spożywczym i kosmetycznym.
Wybrani przedstawiciele:
- Arthrospira
- Leptolyngbya
- Lyngbya
- Drgalnica – Oscillatoria
- Phormidium
- Plectonema
- Pseudanabaena
- Spirulina
- Trichdesmium